# Ctenosauriscus koeneni
Lo ctenosaurisco (Ctenosauriscus koeneni) è un rettile estinto, appartenente agli arcosauri. Visse nel Triassico inferiore (Olenekiano, circa 248 milioni di anni fa) e i suoi resti fossili sono stai ritrovati in Germania. Era caratterizzato da una "vela" sostenuta da proiezioni allungate delle vertebre dorsali, ed è considerato uno dei più antichi arcosauri. 

## Descrizione
La caratteristica principale di questo animale era data dal dorso sormontato da una sorta di "vela", formata dalle spine neurali allungate delle vertebre dorsali e cervicali. Queste spine erano leggermente incurvate in avanti nella parte anteriore della "vela", e leggermente indietro nella parte posteriore. All'interno del gruppo a cui appartiene Ctenosauriscus (i poposauroidi) vi erano altri animali probabilmente dotati di una struttura simile (come Lotosaurus, Hypselorhachis e Xilousuchus), ma nessuno di questi possedeva una vela tanto grande. L'animale più simile a Ctenosauriscus sembrerebbe essere stato Arizonasaurus, del Triassico medio degli Stati Uniti; entrambi questi animali possedevano spine neurali lunghe circa 12 volte il corpo vertebrale. La parte terminale delle spine era più ampia in Ctenosauruscus, il quale possedeva anche più grosse proiezioni dei centri nelle vertebre dorsali. Anche Hypselorhachis possedeva spine neurali ampie alla sommità, ma erano più corte. Lotosaurus, invece, possedeva spine neurali dritte e molto più corte.

## Classificazione
Ctenosauriscus è conosciuto esclusivamente grazie all'olotipo, un singolo scheletro parziale privo di cranio comprendente colonna vertebrale, costole e cinti. Questo fossile venne scoperto nel 1871 nella contea di Gottinga, in un deposito noto come Solling-Bausandstein, che emergeva dal Buntsandstein medio della regione di Eichsfeld. Conservato nell'università di Gottinga, venne descritto solo nel 1902, quando il paleontologo tedesco Friedrich von Huene lo classificò come Ctenosaurus koeneni. 

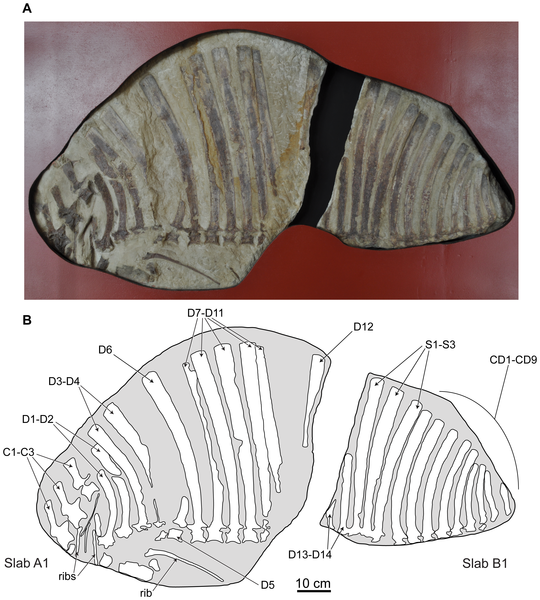
Olotipo di Ctenosauriscus koeneni

Von Huene lo considerò come un membro sopravvissuto dei pelicosauri, un gruppo di animali imparentati con i mammiferi, conosciuti solo nel Carbonifero e nel Permiano. In particolare, il paleontologo tedesco lo avvicinò a Edaphosaurus e Dimetrodon, a causa delle somiglianze fra le vele dorsali di questi animali. Il paleontologo austriaco Othenio Abel, invece, ritenne che Ctenosauriscus fosse un anfibio temnospondilo imparentato con Platyhystrix (un genere che, come Dimetrodon, possedeva una vela e risaliva al Permiano inferiore). Il nome Ctenosaurus, inoltre, risultò già utilizzato per descrivere un genere di lucertole iguanidi (attualmente note come Ctenosaura) e quindi fu necessario cambiare il nome in Ctenosauriscus (Kuhn, 1964). Fu poi il paleontologo B. Krebs a ridescrivere Ctenosauriscus e a interpretarne i resti come quelli di un rettile arcosauro, basandosi sulle somiglianze con Hypselorhachis del Triassico medio della Tanzania. 
Ctenosauriscus è stato ritrovato nella formazione Solling, risalente a circa 247 - 248 milioni di anni fa, nel tardo Olenekiano (Triassico inferiore). Generalmente, però, Ctenosauriscus è considerato del Triassico medio poiché Krebs ritenne che la formazione risalisse a qualche milione di anni dopo (Anisico).
Una ridescrizione dell'olotipo è stata effettuata più recentemente (Butler et al, 2011) e ha permesso di stabilire che Ctenosauriscus era un rappresentante di una linea arcaica di arcosauri (Ctenosauriscidae), comprendente forme dotate di vela dorsale come Hypselorhachis e Arizonasaurus. Gli studiosi non hanno identificato alcuna autapomorfia per Ctenosauriscus, ma i fossili di questo animale sono distinguibili da quelli degli altri ctenosauriscidi grazie a una combinazione di caratteri. Ctenosauriscus è considerato uno degli arcosauri più antichi, insieme al rauisuchide Vytshegdosuchus della Russia e a Xilousuchus, uno ctenosauriscide della Cina.

## Paleobiologia
Uno studio del 1998 ha proposto che Ctenosauriscus fosse un animale bipede, e che le sue spine neurali allungate servissero ad assorbire le forze esercitate dalla camminata a due zampe. Anche se le ossa delle zampe sono sconosciute, lo studio ha mostrato che le forze sulle sommità delle spine erano focalizzate su un punto al di sotto della colonna vertebrale, forse il ginocchio. Nella ridescrizione di Ctenosauriscus avvenuta nel 2011, gli autori hanno rifiutato questa idea poiché i muscoli avrebbero dovuto formare una connessione diretta tra il ginocchio e il dorso. Le forze erano esercitate dalle zampe posteriori fino al bacino e le vertebre sacrali, e non alle vertebre dorsali. La vela di Ctenosauriscus avrebbe inoltre spostato il baricentro verso la parte anteriore del corpo, rendendo la locomozione bipede difficile o impossibile.